# Terry Bogard
Terry Bogard (en japonés: テリー・ボガード) es un personaje de videojuego creado por la compañía SNK, siendo el protagonista de la saga de videojuegos de lucha Fatal Fury. Sin embargo, el personaje cobró gran fama por su participación en la saga de videojuegos The King of Fighters. También hizo su participación en el videojuego Garou: Mark of the Wolves, donde sufrió un cambio de apariencia. Su última aparición se produjo en el videojuego Super Smash Bros. Ultimate de Nintendo como personaje descargable.
Terry es un luchador callejero que, siendo niño, perdió a su padre a manos del líder mafioso Geese Howard de Southtown. Por ello, Terry y su hermano Andy Bogard fueron criados por Tung Fu Rue, un maestro de las artes marciales que decidió entrenarles para cumplir su venganza algún día. Tras lograr vengar la memoria de su padre, Terry se hizo cargo de Rock Howard, el hijo de Geese, convirtiéndose en su ahijado. Terry se convirtió en un héroe de las calles de la ciudad de Southtown, recibiendo el apodo de «El Lobo Legendario».

## Apariencia
La apariencia de Terry Bogard se divide en dos períodos: el que va desde el inicio de la saga Fatal Fury hasta Garou: Mark of the Wolves, y el que de va desde esa entrega hasta The King of Fighters XI, recuperándose la primera indumentaria en las entregas posteriores.
El atuendo clásico de Terry consiste en una gorra de camionero roja y blanca, una chaqueta sin mangas roja con una estrella blanca en la espalda, camiseta sin mangas blanca, pantalones vaqueros azules ajustados a la cintura mediante un cinturón y deportivas Chuck Taylor All-Stars; su primera apariencia de Fatal Fury es un poco distinta, con las mangas de la chaqueta remangadas y deportivas Reebok Freestyle. Su gorra roja posee los logos de Fatal Fury, Neo Geo o King of Fighters dependiendo de la entrega, mientras que lleva un largo pelo rubio mediante una característica coleta larga.
A partir de Garou: Mark of the Wolves la apariencia de Terry sufre un gran cambio. En la parte posterior porta una chaqueta de aviador marrón con una estrella blanca en la espalda y una camiseta blanca interior con unos guantes azules sin dedos, pantalones de mezclilla azules y zapatos marrones. Ya no porta su característica gorra y su pelo ha sido recortado, abandonando la coleta y llevando el pelo largo hasta los hombros. Esta apariencia es la que conserva entre las entregas de Garou: Mark of the Wolves de 1999 hasta The King of Fighters XI de 2005, regresando a partir de entonces a su atuendo original aunque con variaciones.

## Biografía
Terry Bogard y su hermano Andy fueron dos huérfanos de las calles de Southtown cuyo padre adoptivo de nombre Jeff Bogard fue asesinado por Geese Howard, el más poderoso líder criminal de la ciudad de Southtown. Terry permaneció en la ciudad convirtiéndose en una suerte de «justiciero de las calles» y en todo un ídolo para los niños de Southtown.
Una década más tarde, Geese convocó el torneo The King of Fighters; Terry, su hermano Andy y un amigo de ambos llamado Joe Higashi se apuntaron con el objetivo de enfrentarse a Geese en la final. El equipo logró llegar hasta la final donde ambos hermanos obtuvieron su venganza y, presumiblemente, Geese falleció en la confrontación. Sin embargo, tiempo después se descubrió que Geese seguía vivo y ahora tenía la intención de hacerse con unos legendarios pergaminos de los hermanos Jin, siendo sus planes frustrados por Terry. Es en la saga Fatal Fury donde Geese se enfrenta de nuevo a Terry, falleciendo tras caer desde lo alto de su propia torre, estimándose que esa fue su muerte definitiva. A partir de entonces, Terry decidió hacerse cargo de su hijo Rock para que este no siguiera los pasos de su padre.
La serie The King of Fighters sigue una cronología paralela y alternativa a la de la saga Fatal Fury. Terry suele participar en los torneos junto a su hermano Andy y Joe, siendo acompañados de vez en cuando por Mai Shiranui, la prometida de Andy, o por Blue Mary, una policía e interés amoroso de Terry. Terry ha ganado los siguientes KOFs: '94, '95, '96, '97, '99, '00, '01, '03, XI, XIII, XIV y XV.